# Tour de France 1988
Il Tour de France 1988, settantacinquesima edizione della corsa, si svolse in ventidue tappe precedute da un prologo iniziale, tra il 3 e il 24 luglio 1988, per un percorso complessivo di 3 281,5 km. 
Fu vinto dallo scalatore spagnolo Pedro Delgado (al secondo podio in carriera al Tour dopo la piazza d'onore conseguita nell'edizione precedente), che concluse la gara in 84h27'53".
Si trattò della terza edizione della corsa a tappe francese vinta da un corridore spagnolo, quindici anni dopo l'ultimo successo, quello di Luis Ocaña nel 1973.
Al secondo posto della classifica generale si piazzò lo scalatore-finisseur olandese Steven Rooks (al primo ed unico podio della carriera nei Campi Elisi). 
La terza posizione della classifica generale fu conseguita dallo scalatore colombiano Fabio Parra (al primo ed unico podio della carriera nella Grande Boucle).
Parra, soprannominato "il Condor delle Ande", fu il primo ciclista di nazionalità colombiana a salire sul podio della corsa a tappe transalpina.

## Tappe
| Tappa  | Data      | Percorso                                       | km      | Vincitore di tappa   | Leader cl. generale |
| ------ | --------- | ---------------------------------------------- | ------- | -------------------- | ------------------- |
| prol.  | 3 luglio  | Pornichet > La Baule (cron. individuale)       | 1       | Guido Bontempi       | Guido Bontempi      |
| 1ª     | 4 luglio  | Pontchâteau > Machecoul                        | 91,5    | Steve Bauer          | Steve Bauer         |
| 2ª     | 4 luglio  | La Haie-Fouassière > Ancenis (cron. a squadre) | 48      | Panasonic            | Teun van Vliet      |
| 3ª     | 5 luglio  | Nantes > Le Mans                               | 213,5   | Jean-Paul van Poppel | Teun van Vliet      |
| 4ª     | 6 luglio  | Le Mans > Évreux                               | 158     | Acácio da Silva      | Teun van Vliet      |
| 5ª     | 7 luglio  | Neufchâtel-en-Bray > Liévin                    | 147,5   | Jelle Nijdam         | Henk Lubberding     |
| 6ª     | 8 luglio  | Liévin > Wasquehal (cron. individuale)         | 52      | Sean Yates           | Jelle Nijdam        |
| 7ª     | 9 luglio  | Wasquehal > Reims                              | 225,5   | Valerio Tebaldi      | Jelle Nijdam        |
| 8ª     | 10 luglio | Reims > Nancy                                  | 219     | Rolf Gölz            | Steve Bauer         |
| 9ª     | 11 luglio | Nancy > Strasburgo                             | 160,5   | Jérôme Simon         | Steve Bauer         |
| 10ª    | 12 luglio | Belfort > Besançon                             | 149,5   | Jean-Paul van Poppel | Steve Bauer         |
| 11ª    | 13 luglio | Belfort > Morzine                              | 232     | Fabio Parra          | Steve Bauer         |
| 12ª    | 14 luglio | Morzine > Alpe d'Huez                          | 227     | Steven Rooks         | Pedro Delgado       |
| 13ª    | 15 luglio | Grenoble > Villard-de-Lans (cron. individuale) | 38      | Pedro Delgado        | Pedro Delgado       |
|        | 16 luglio | giorno di riposo                               |         |                      |                     |
| 14ª    | 17 luglio | Blagnac > Guzet-Neige                          | 163     | Massimo Ghirotto     | Pedro Delgado       |
| 15ª    | 18 luglio | Saint-Girons > Luz-Ardiden                     | 187,5   | Laudelino Cubino     | Pedro Delgado       |
| 16ª    | 19 luglio | Tarbes > Pau                                   | 38      | Adrie van der Poel   | Pedro Delgado       |
| 17ª    | 19 luglio | Pau > Bordeaux                                 | 210     | Jean-Paul van Poppel | Pedro Delgado       |
| 18ª    | 20 luglio | Ruelle-sur-Touvre > Limoges                    | 93,5    | Gianni Bugno         | Pedro Delgado       |
| 19ª    | 21 luglio | Limoges > Puy de Dôme                          | 188     | Johnny Weltz         | Pedro Delgado       |
| 20ª    | 22 luglio | Clermont-Ferrand > Chalon-sur-Saône            | 223,5   | Thierry Marie        | Pedro Delgado       |
| 21ª    | 23 luglio | Santenay (cron. individuale)                   | 46      | Juan Martínez Oliver | Pedro Delgado       |
| 22ª    | 24 luglio | Nemours > Parigi (Champs-Élysées)              | 172,5   | Jean-Paul van Poppel | Pedro Delgado       |
| Totale | Totale    | Totale                                         | 3 281,5 |                      |                     |

## Squadre e corridori partecipanti
| N.      | Cod. | Squadra                   |
| ------- | ---- | ------------------------- |
| 1-9     | CAR  | Carrera-Vagabond          |
| 11-19   | PDM  | PDM-Ultima-Concorde       |
| 21-29   | TOS  | Toshiba                   |
| 31-39   | SYS  | Système U                 |
| 41-49   | CdC  | Café de Colombia          |
| 51-59   | BH   | BH                        |
| 61-69   | 7EL  | 7-Eleven-Hoonved          |
| 71-79   | CJR  | Caja Rural-Orbea          |
| 81-89   | HIT  | Hitachi-Bosal-BCE Snooker |
| 91-99   | CHA  | Chateau d'Ax              |
| 101-109 | FAG  | Fagor-MBK                 |

| N.      | Cod. | Squadra                      |
| ------- | ---- | ---------------------------- |
| 111-119 | PAN  | Panasonic-Isostar            |
| 121-129 | Z    | Z-Peugeot                    |
| 131-139 | TEK  | Teka                         |
| 141-149 | KAS  | KAS-Canal 10                 |
| 151-159 | RMO  | R.M.O.                       |
| 161-169 | SUP  | Superconfex-Yoko             |
| 171-179 | REY  | Reynolds-Reynolon-Pinarello  |
| 181-189 | KEL  | Kelme-Iberia                 |
| 191-199 | WEI  | Weinmann-La Suisse-SMM Uster |
| 201-209 | ADR  | ADR-Mini Flat-Enerday        |
| 211-219 | SIG  | Sigma-Fina                   |

## Resoconto degli eventi
Al Tour de France 1988 parteciparono 198 corridori, 151 dei quali giunsero al traguardo finale di Parigi.  Le squadre partecipanti erano 6 francesi, 5 spagnole, 3 belghe, 3 olandesi, 2 italiane, 1 svizzera, 1 colombiana, 1 statunitense.  I corridori partecipanti erano 40 francesi, 39 spagnoli, 30 belgi, 25 olandesi, 14 italiani, 11 colombiani, 8 svizzeri, 6 statunitensi 4 tedeschi, 4 danesi, 3 britannici, 3 norvegesi, 2 irlandesi, 1 portoghese, 1 cecoslovacco, 1 australiano, 1 austriaco, 1 canadese, 1 messicano, 1 neozelandese.
A causa dei nuovi regolamenti internazionali sulla lunghezza delle corse a tappe, il Tour 1988 durò sei giorni in meno rispetto all'edizione 1987 e fu più breve di circa mille chilometri. La competizione si aprì non con il classico prologo, ma con una "prefazione" di un solo chilometro nella Loira Atlantica, non valida per la classifica generale; poi il Paese fu affrontato in senso orario percorrendo prima le Alpi e poi i Pirenei, fino al consueto arrivo a Parigi.
Stante l'assenza per infortunio dei vincitori delle edizioni 1986 e 1987, rispettivamente Greg LeMond e Stephen Roche, il listino dei favoriti risultava, come già nell'edizione precedente, abbastanza ampio: i principali accreditati al successo erano Sean Kelly, Andrew Hampsten e Laurent Fignon, seguiti nei pronostici da Urs Zimmermann, Pedro Delgado, Luis Herrera e Jean-François Bernard.
Fu il canadese Steve Bauer a prendere la maglia gialla alla prima tappa, poi la cedette agli olandesi Teun van Vliet, Henk Lubberding e Jelle Nijdam prima di riconquistarla al termine della tappa di Nancy. Lo spagnolo Delgado mostrò presto le sue qualità in salita (Fignon invece perse diciotto minuti a Morzine), e al termine della tredicesima tappa, quella sull'Alpe d'Huez vinta da Steven Rooks, prese la leadership della generale. Quel giorno big come Kelly, Bernard, Zimmermann presero tutti più di venti minuti da Rooks, uscendo di classifica, mentre Fignon abbandonò la corsa. L'indomani lo spagnolo confermò di essere il più forte vincendo la cronoscalata di Villard-de-Lans e consolidando così il primato.
Proprio nel controllo antidoping seguente alla vittoria della cronometro (la notizia uscì alcuni giorni dopo), Delgado risultò positivo ad un antinfiammatorio, il Probenecid, usato in genere per coprire l'utilizzo di steroidi anabolizzanti. Tale prodotto era vietato dal Comitato Olimpico Internazionale e dalla Federciclismo francese, ma ancora non dall'Unione Ciclistica Internazionale (lo sarebbe stato nell'agosto seguente): Delgado di conseguenza non venne penalizzato – rischiava mille franchi svizzeri di multa, 10 minuti di sanzione in classifica e un mese di sospensione con la condizionale – potendo così portare la maglia gialla fino a Parigi, terzo spagnolo a riuscirvi dopo Federico Bahamontes e Luis Ocaña. Sul podio finale con Delgado salirono l'olandese Rooks e il colombiano Fabio Parra (primo sudamericano tra i migliori tre al Tour nella storia della competizione). Delgado portò la maglia gialla al termine delle ultime undici tappe sulle ventidue previste.
Oltre alla seconda piazza assoluta Rooks fece sua la maglia a pois della classifica scalatori davanti al compagno di squadra Gert-Jan Theunisse. Proprio Theunisse venne trovato positivo al testosterone e punito con una penalizzazione di 10 minuti (ai quali si aggiunsero 2 minuti per uno scontro con un direttore sportivo), scendendo così dal quarto posto finale all'undicesimo. Il velocista olandese Jean-Paul van Poppel fu il corridore che si aggiudicò il maggior numero di tappe: quattro sulle ventidue previste, compresa l'ultima sugli Champs-Élysées; la maglia verde della classifica a punti andò però al belga Eddy Planckaert. Maglia bianca di miglior giovane fu l'altro olandese Erik Breukink, dodicesimo in graduatoria; vincitore della classifica degli sprint intermedi fu Frans Maassen, miglior squadra la PDM di Rooks e Theunisse.

## Classifiche finali

### Classifica generale - Maglia gialla
| Pos. | Corridore     | Squadra      | Tempo     |
| ---- | ------------- | ------------ | --------- |
| 1    | Pedro Delgado | Reynolds     | 84h27'53" |
| 2    | Steven Rooks  | PDM-Ultima   | a 7'13"   |
| 3    | Fabio Parra   | Kelme-Iberia | a 9'58"   |
| 4    | Steve Bauer   | Weinmann     | a 12'15"  |
| 5    | Éric Boyer    | Système U    | a 14'04"  |
| 6    | Luis Herrera  | Café de Col. | a 14'36"  |
| 7    | Ronan Pensec  | Z-Peugeot    | a 16'52"  |
| 8    | Álvaro Pino   | BH           | a 18'36"  |
| 9    | Peter Winnen  | Panasonic    | a 19'12"  |
| 10   | Denis Roux    | Z-Peugeot    | a 20'08"  |

### Classifica a punti - Maglia verde
| Pos. | Corridore       | Squadra       | Punti |
| ---- | --------------- | ------------- | ----- |
| 1    | Eddy Planckaert | ADR-Mini Flat | 278   |
| 2    | Davis Phinney   | 7-Eleven      | 193   |
| 3    | Sean Kelly      | KAS-Canal 10  | 183   |
| 4    | Steven Rooks    | PDM-Ultima    | 154   |
| 5    | Mathieu Hermans | Caja Rural    | 154   |

### Classifica scalatori - Maglia a pois
| Pos. | Corridore          | Squadra    | Punti |
| ---- | ------------------ | ---------- | ----- |
| 1    | Steven Rooks       | PDM-Ultima | 326   |
| 2    | Gert-Jan Theunisse | PDM-Ultima | 248   |
| 3    | Pedro Delgado      | Reynolds   | 265   |
| 4    | Ronan Pensec       | Z-Peugeot  | 130   |
| 5    | Pascal Simon       | Système U  | 127   |

### Classifica giovani - Maglia bianca
| Pos. | Corridore     | Squadra       | Tempo     |
| ---- | ------------- | ------------- | --------- |
| 1    | Erik Breukink | Panasonic     | 84h50'59" |
| 2    | Raúl Alcalá   | 7-Eleven      | a 8'08"   |
| 3    | Jaanus Kuum   | ADR-Mini Flat | a 15'47"  |

### Classifica sprint
| Pos. | Corridore          | Squadra       | Punti |
| ---- | ------------------ | ------------- | ----- |
| 1    | Frans Maassen      | Superconfex   | 276   |
| 2    | Eddy Planckaert    | ADR-Mini Flat | 214   |
| 3    | Danny Weltz        | Fagor-MBK     | 64    |
| 4    | Davis Phinney      | 7-Eleven      | 55    |
| 5    | Gert-Jan Theunisse | PDM-Ultima    | 50    |

### Classifica a squadre
| Pos. | Squadra                      | Tempo      |
| ---- | ---------------------------- | ---------- |
| 1    | PDM-Ultima-Concorde          | 253h57'58" |
| 2    | BH                           | a 12'32"   |
| 3    | Z-Peugeot                    | a 14'43"   |
| 4    | Weinmann-La Suisse-SMM Uster | a 31'23"   |
| 5    | Système U                    | a 32'43"   |